# Troubles de 2023 dans le Sinaloa
Batailles
Les troubles de 2023 dans le Sinaloa sont survenus le 5 janvier 2023 lorsqu'Ovidio Guzmán López, fils de Joaquín Guzmán et membre de haut rang du cartel de Sinaloa, est arrêté par les autorités du district de Jesús María à Culiacán, dans l'État de Sinaloa, au Mexique.

## Contexte
Les troubles se passent alors que la situation au Mexique à cause de la Guerre de la drogue empire continuellement depuis 2016.
Le 17 octobre 2019, une précédente tentative d'arrestation d'Ovidio Guzman (qui avait de fait abouti à sa détention pendant quelques heures) avait déjà abouti à de violents combats entre le Cartel de Sinaloa et les forces gouvernementales mexicaines dans le ville de Culiacan, forçant le gouvernement mexicain à le libérer. Depuis, ce genre de combats à l'échelle d'une ville, déclenchés par des narcotrafiquants lorsqu'un de leur chef important est arrêté, est devenu un drame récurrent dans le nord du Mexique.

## Déroulement
L'arrestation et les combats ont mobilisé, selon le secrétariat à la Défense nationale du Mexique, 3 586 militaires,
Le consulat américain à Hermosillo a déclaré avoir reçu des informations faisant état de coups de feu, de barrages routiers et d'incendies dans les villes de Culiacán, Los Mochis et Guasave (en). Le consulat a réitéré le plus haut niveau d'avertissement aux voyageurs du département d'État des États-Unis, mettant en garde contre les voyages à Sinaloa. Le gouverneur de Sinaloa, Rubén Rocha Moya (en), a appelé le public à s'abriter sur place.
Les troubles ont conduit à la fermeture de l'aéroport international de Culiacán lorsque deux avions à l'aéroport, un avion de transport ERJ-190 appartenant à Aeroméxico et un Boeing 737  de la force aérienne mexicaine, ont été la cible de coups de feu. Des fusillades ont également été signalées sur la piste,. Aeroméxico a par ailleurs détourné des avions d'autres aéroports régionaux de Sinaloa. Les attaques sur deux camions sur l'autoroute 15 (en) dans l'État de Sonora voisin ont incité Aeroméxico à annuler aussi des vols de l'aéroport international de Ciudad Obregón.
Des pillages ont été signalés dans certaines parties de Culiacán et de nombreuses entreprises et banques ont annoncé des fermetures temporaires dans tout l'État. Les journalistes de la région ont signalé de multiples détournements de voitures et des demandes de clés de voitures.
Dix soldats et dix-neuf membres de gangs ont été tués pendant les troubles, trente-cinq militaires sont blessés et vingt-et-un sicaires sont faits prisonniers,. Parmi les victimes figurent le colonel Juan José Moreno Orzúa commandant le 43e bataillon d'infanterie et ses quatre hommes d'escorte, tombés dans une embuscade et tués par des membres du cartel à Escuinapa (en), dans le Sinaloa. Un policier est tué, dix-sept autres blessés, et un garçon de 14 ans est blessé. Le bilan est de trente tués.
Au moins un avion de combat, possiblement un T-6C Texan II, et un hélicoptère UH-60M de l'armée mexicaine ont effectué des tirs de mitrailleuses durant les combats.
Le Secrétariat à la Défense nationale a également affirmé avoir saisi lors de l'opération quatre fusils Barrett M82 de calibre 12,7 × 99 mm OTAN, six mitrailleuses de calibre 12,7 mm, 26 armes d'épaule, 2 armes de poing, des chargeurs, des cartouches, divers équipements tactiques et 13 véhicules opérationnels.
Le site de sources ouvertes Oryx indique qu'un 4x4 technical et deux 4x4 blindés de l'armée mexicaine au minimum ont été détruits ou endommagés. Des photos montrent 26 véhicules du cartel dont 2 narcotanks saisis, et 14 détruits